# Nik Mrdja
Nikola „Nik“ Mrdja (* 30. November 1978 in Perth) ist ein ehemaliger australischer Fußballspieler. Der Stürmer, der 2007 zu einem Länderspieleinsatz kam, gewann mit Perth Glory zwei australische Meistertitel in der National Soccer League und spielte in der Nachfolgeliga A-League von 2005 bis 2011 fast durchgehend für die Central Coast Mariners.

## Karriere
Mrdja spielte zu Beginn seiner Karriere in der Western Australian Premier League (WAPL) und erhielt in der Saison 1998/99 bei Canberra Cosmos erstmals die Möglichkeit in der höchsten Spielklasse des Landes, der National Soccer League (NSL), zu spielen. Nach einer kurzen Rückkehr in die WAPL zum Perth SC, spielte der Stürmer von 2000 an bis zur Einstellung der NSL im Jahre 2004 für Perth Glory. Nach zwei Spielzeiten als Ergänzungsspieler, etablierte er sich in der Saison 2002/03 im Team und verhalf mit seinen acht Saisontreffern der Mannschaft zum Einzug ins Meisterschaftsfinale (Grand Final). Beim dortigen 2:0-Erfolg gegen die Olympic Sharks wurde Mrdja erst kurz vor Spielende eingewechselt.
In der folgenden Spielzeit steigerte er seine Torausbeute auf 14 Treffer und war damit hinter Ante Milicic und Mannschaftskollege Damian Mori drittbester Torschütze der NSL. Erneut erreichte das Team das Meisterschaftsfinale und Mrdja kam wie schon im Vorjahr erst gegen Ende der regulären Spielzeit zum Einsatz. Nach torlosen 90 Minuten erzielte Mrdja in der 8. Minute der Verlängerung per Golden Goal den Siegtreffer für Perth Glory und das zugleich letzte Tor in der Geschichte der NSL.
Nach dem Ende der landesweiten australischen Spielklasse wechselte Mrdja, wie auch viele andere australische Spieler, ins Ausland und kam beim schwedischen Erstligaklub AIK Solna unter. Sein dortiger Aufenthalt dauerte nur ein halbes Jahr und endete mit dem Abstieg von AIK in die Superettan. Anfang 2005 kehrte Mrdja nach Australien zurück und unterschrieb bei den Central Coast Mariners für die neu geschaffene australische Profiliga A-League. Dort verpasste er zunächst wegen einer schweren Knieverletzung die komplette Premierensaison 2005/06 und kam wegen chronischen Knieproblemen in den beiden folgenden Spielzeiten nur zu neun Einsätzen.
Trotz dieser Verletzungsprobleme nominierte ihn Nationaltrainer Graham Arnold im September 2007 für ein Freundschaftsspiel gegen Argentinien in die australische Nationalmannschaft. Er kam dabei zu seinem Länderspieldebüt, als er für Joshua Kennedy nach 82 Spielminuten eingewechselt wurde. Nach seiner Rückkehr von der Nationalmannschaft litt er erneut unter Knieproblemen und fiel für den Rest der Saison aus. Nachdem er in den Spielzeiten 2008/09 und 2009/10 regelmäßig für die Mariners zum Einsatz gekommen war und in 33 Partien neun Treffer erzielt hatte, löste er seinen Vertrag Anfang Februar 2010 auf, um einen Halbjahresvertrag als Verletztenersatz beim Meisterschaftskandidaten und Champions-League-Teilnehmer Melbourne Victory zu unterzeichnen. Gleichzeitig wurde bekannt, dass er zur Saison 2010/11 wieder für die Mariners spielen wird. Dieser Transfer außerhalb des Transferfensters in der Endphase der Saison sorgte für deutliche Kritik durch die Ligakonkurrenten und in den Medien. Die Football Federation Australia kündigte an, die Regeln nach der Saison überprüfen zu wollen.
Die Saison endete für Mrdja schließlich vorzeitig. Nachdem er beim 2:1-Erfolg im Halbfinalhinspiel der Meisterschafts-Play-offs gegen den Sydney FC zunächst die 1:0-Führung erzielt hatte, wurde er in der 74. Minute nach einem Ellenbogenschlag des Feldes verwiesen und für zwei Partien gesperrt, wodurch er auch das Endspiel verpasste, das gegen Sydney mit 2:4 im Elfmeterschießen verloren ging. Nachdem auch die Saison 2011/12 großteils von Verletzungen überschattet war und er sich im Januar 2011 erneut eine Knieverletzung zuzog, erklärte er sein sofortiges Karriereende.

## Erfolge
- Australischer Meister: 2002/03, 2003/04